# Real Academia de Buenas Letras de Barcelona
La Real Academia de Buenas Letras de Barcelona (en catalán: Reial Acadèmia de Bones Lletres de Barcelona) es una institución académica fundada en Barcelona en 1729 con el nombre de Academia, heredera de la Academia de los Desconfiados, obteniendo el título de Real en 1752, quedando bajo el patronazgo de la Corona de España que le encarga, entre otras tareas, la elaboración del diccionario de catalán.

## Historia
Siguiendo el modelo de otras Reales Academias centró sus tareas en un círculo restringido de actividades, en este caso acerca de la lengua y literatura. Creó cinco cátedras que hicieron posible el retorno de la Universidad de Cervera a Barcelona. Contó entre sus miembros con brillantes personalidades de la Renaixença: los filósofos Ramon Martí d'Eixalà, Francisco Javier Llorens y Barba, Josep Torras i Bages; los filólogos y escritores Joaquim Rubió i Ors, Manuel Milà i Fontanals, Marià Aguiló, Josep Balari i Jovany, Josep Lluís Pons i Gallarza y Jacinto Verdaguer.

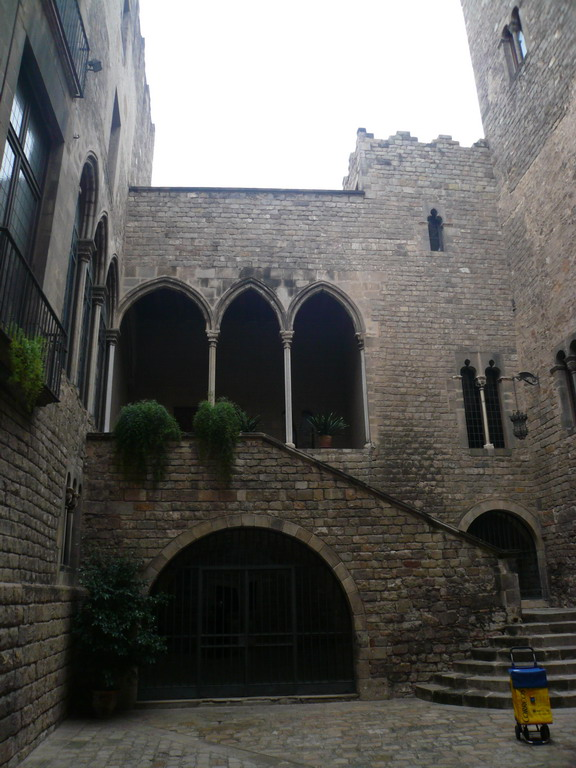
El Palacio Requesens

La Academia practicó el bilingüismo durante todo el siglo XIX, con un claro predominio del español. No obstante convocó, en 1841 y 1857, dos concursos poéticos que sirvieron para la reinstauración de los Juegos Florales. En 1884, con la publicación de la Ortografía de la lengua catalana de Balari i Jovany, A. Blanch y Antoni Aulestia Pijoan, la Academia la adoptó como norma lingüística para el catalán, aunque acabó siendo desplazada por la elaborada por Pompeu Fabra en la década de 1910 al contar con el respaldo del Institut d'Estudis Catalans. Aun así, la Academia mantuvo esas normas casi hasta la década de 1930, por el empeño de Ramon Miquel i Planas y Francesc Matheu.
Su presidente desde 1943 hasta 1996 fue Martín de Riquer.
En la actualidad (2008), la Academia depende para su financiación del Ayuntamiento de Barcelona y la Generalidad de Cataluña y centra su actividad en estudios filológicos y de literatura catalana, teniendo su sede desde 1917 en el Palacio Requesens, en la calle Obispo Caçador n.º 3, en el Barrio Gótico de Barcelona. Cuenta con una extensa biblioteca, sala de conferencias y edita diversas publicaciones relacionadas con su actividad.